# Gerwernkapelle

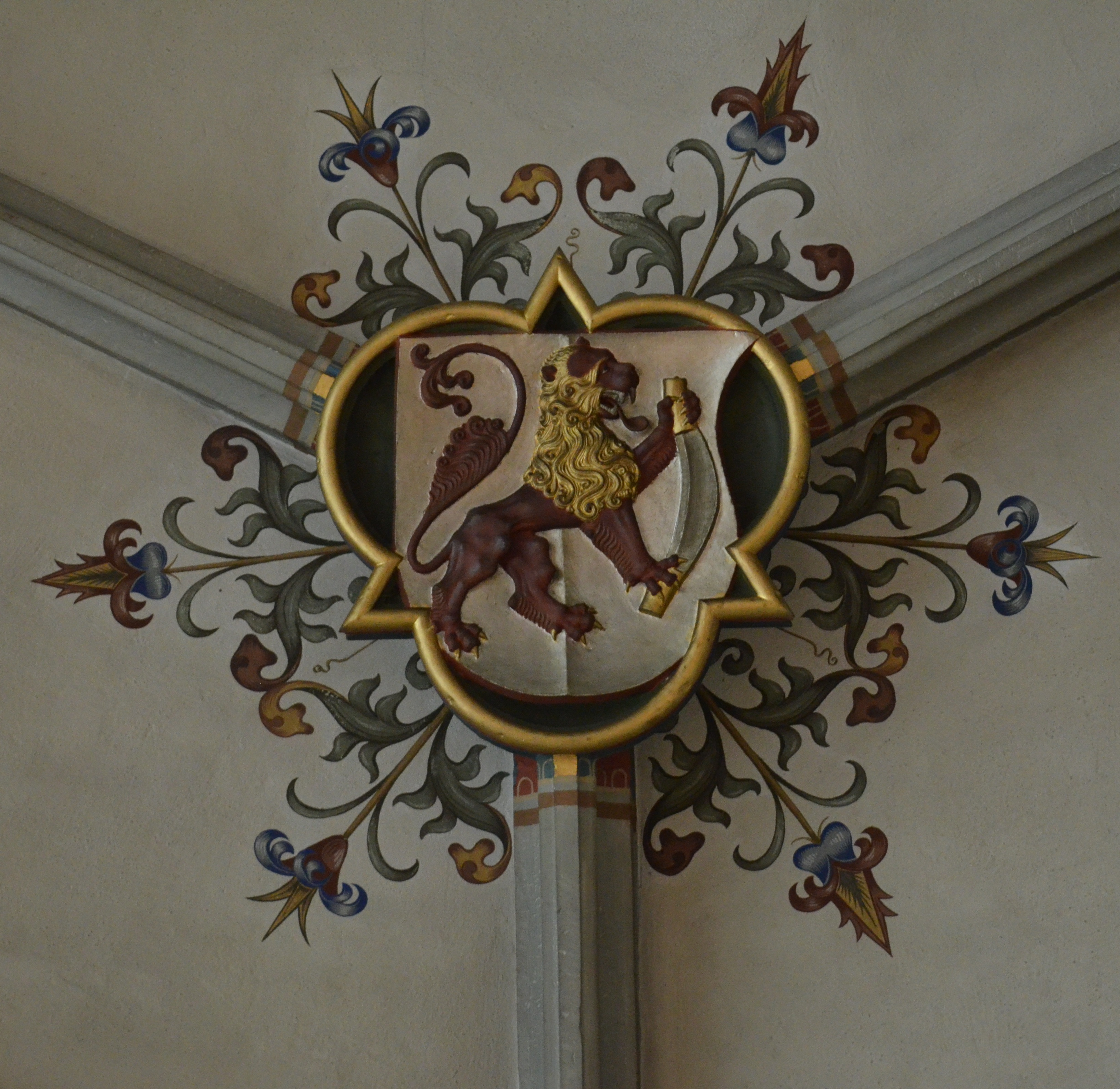
Schlussstein mit dem Wappen der Gesellschaft zu Mittellöwen in der Gerwernkapelle

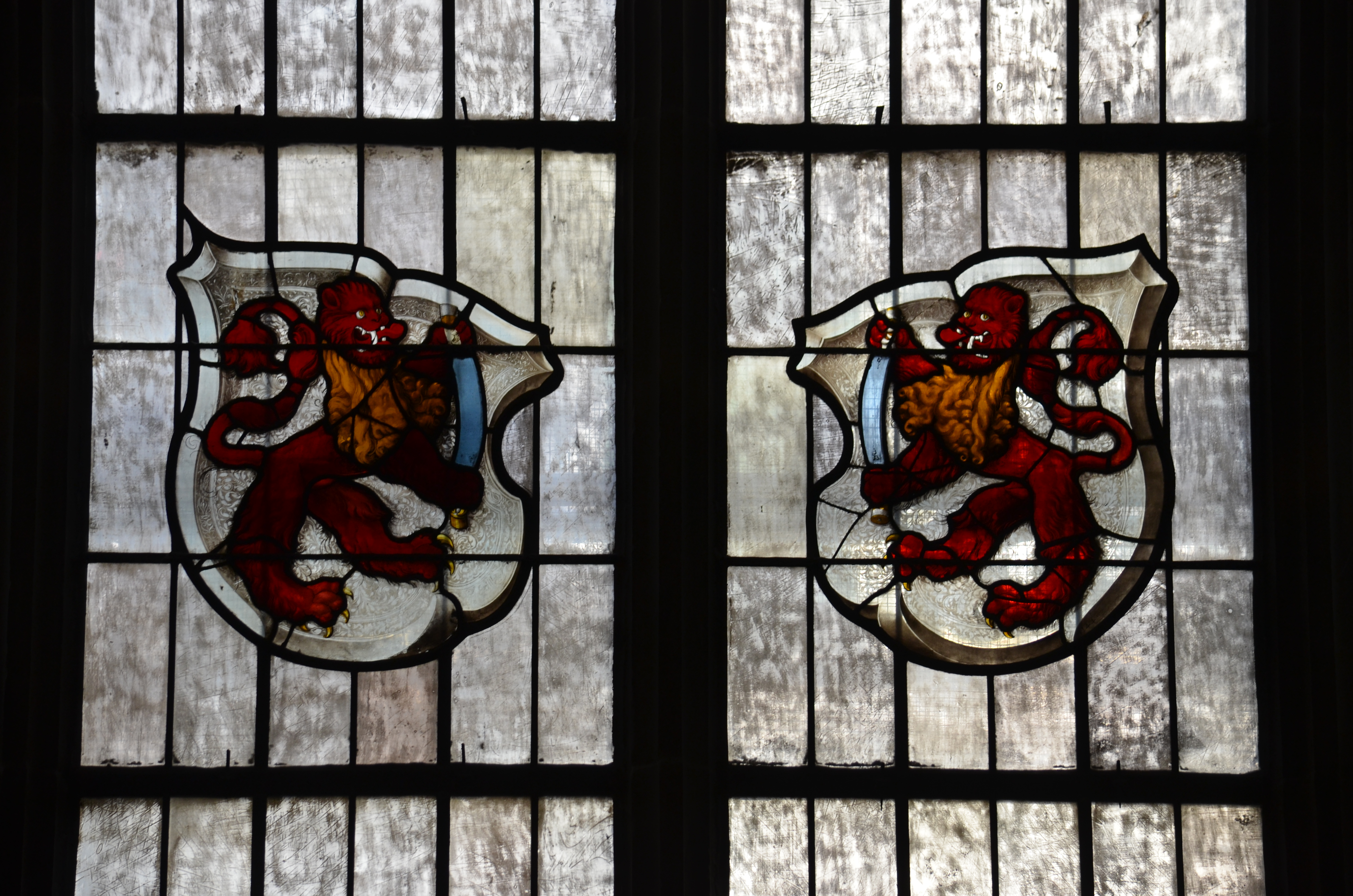
Wappenscheiben aus dem Jahr 1544 in der Gerwernkapelle

Die Gerwernkapelle ist eine 1476 vollendete, ehemalige Kapelle der Berner Gerber-Gesellschaften im Berner Münster.
Eine in situ vorhandene, 1471 datierte Wappenscheibe der früheren Gesellschaft zu Niedergerbern ist das früheste Zeugnis für die Gerwernkapelle. Meister Peter Schenkschücher, Angehöriger der Gesellschaft zu Mittellöwen, stiftete 1472 eine Messe auf den dem Apostel Bartholomäus geweihten Altar. Bartholomäus war der Patron der Gerber. Laut Bauinschrift wurde die Kapelle 1476 vollendet. Der bernische Rat beschloss wenige Monate vor der Berner Disputation, im Oktober 1527 die slüssel zu der gerbernaltar zu iren handen nemen und den altar tecken, Messen durften nicht mehr auf Kosten der Pfrund gehalten werden. Privat finanzierte Messen blieben davon unbenommen.
Die Schlusssteine am Deckengewölbe weisen die Wappen der Gesellschaft zu Ober-Gerwern, der Gesellschaft zu Mittellöwen und der Gesellschaft zu Niedergerbern auf. Ein aus dem Jahr 1544 stammendes Mittellöwen-Scheibenpaar belegt, dass die Gesellschaften auch in nachreformatorischer Zeit an der Gerwernkapelle festhielten. Die Gerwernkapelle diente ab dem 19. Jahrhundert als Taufkapelle. Seit 1999 ist in der Gerwernkapelle eine Informationsstelle mit Souvenirladen eingerichtet.